# Ван дер Ворт, Вим
Виллем «Вим» ван дер Ворт (нидерл. Willem "Wim" van der Voort; род. 24 марта 1923, Гравензанде, Нидерланды — 23 октября 2016, Делфт, Нидерланды) — нидерландский конькобежец. Призёр зимних Олимпийских игр 1952 года; бронзовый призёр чемпионата мира в классическом многоборье 1953 года, двукратный призёр чемпионата Европы по конькобежному спорту 1951 и 1953 года. Участник зимних Олимпийских игр 1952 года.

## Биография
Являлся ведущим мировым конькобежцем на дистанции 1500 м в 1950-х годах. Стал вторым, после Кеса Брукмана, голландцем, который принёс в актив страны медаль Зимних Олимпийских игр. После завершения карьеры он стал тренером. Параллельно с этим занимался садоводством.
На чемпионате мира в классическом многоборье 1953 года, который проходил в финском Хельсинки завоевал бронзовую медаль. С результатом 195.522 очков он уступил соперникам из СССР (Борису Шилкову — 194.508 очков, 2-е место) и Олегу Гончаренко (193.143 очков — 1-е место).
Серебряной медалью завершилось выступление ван дер Ворта на зимних Олимпийских играх 1952 года, в которых он был заявлен для участия в забеге на 500, 1500 и 5000 м. 16 февраля 1952 года на мультиспортивном стадионе «Бислетт» он завершил свой забег на 500 м среди мужчин с результатом 45.3. В общем итоге ван дер Ворт занял 22-е. 17 февраля 1952 года на стадионе «Бислетт» он завершил свой забег на 5000 м среди мужчин с результатом 8:30.6. В общем итоге ван дер Ворт занял 5-е место. 18 февраля 1952 года на стадионе «Бислетт» он финишировал вторым в забеге на 1500 м среди мужчин, уступив первенство норвежцу Яльмару Андерсену (2:20.4 — 1-е место), обогнав при этом другого норвежца — Роальда Оса (2:21.6 — 3-е место). В общем итоге ван дер Ворт занял 2-е место.

### Инцидент со «вспышкой фотоаппарата»
В 1951 году он принимал участие в чемпионате Европы по конькобежному спорту, что проходил в норвежской столице — Осло. В финальном забеге на 10 000 м главными конкурентами на победу в забеге и в общем итоге были ван дер Ворт и норвежец Андерсен. В двенадцатом раунде Андерсен неожиданно вылетел за приделы трека. Пробегая мимо него Вим притормозил выяснить, что случилось. Андерсен похлопал его по спине и сказал, что теперь голландец «новый чемпион». По радиотрансляции забега, слушатели чётко услышали, как голландец крикнул своему тренеру Клаасу Схенку: «Я не хочу быть таким чемпионом». Закончил забег с результатом 17.56,5, чего вполне было достаточно для общей победе в турнире, и начал принимать поздравления от своего тренера и людей на трибунах. Также он отправился к Андерсену, чтобы утешить и подбодрить последнего. Однако, церемонии награждении лавровым венком не последовало и оргкомитет соревнования объявил, что удаляется для совещания. Согласно их заключению, что было основано на показаниях и исследовании полученных фотографий, Андерсен был ослеплён вспышкой фотоаппарата, что привело к потере координации и вылету с трека. За этим последовало решение предоставить норвежцу возможность совершить повторный забег, где он показал лучший результат, чем до этого голландец. Первенство забега, ровно как и в общем итоге, было присуждено — Яльмару Андерсену. Во время личной встречи между спортсменами норвежец произнёс в адрес голландца: «Извините». После этого случая конькобежец получил прозвище — «некоронованный король» (нидерл. ongekroonde koning). Согласно действующим, на то время, положениям устава Международного союза конькобежцев из-за этого инцидента турнир следовало признать недействительным. Однако, этого не последовало, потому что Королевская ассоциация конькобежцев Нидерландовне опротестовала результаты.